# Odorico da Pordenone
ma miglia, et andava seper doi porte dentro et erano occulte, forate nel monte»
(Odorico da Pordenone, De rebus incognitis, Impressus Esauri, 1513, c. 21, p. 15 ripreso anche da Umberto Eco, Il pendolo di Foucault [capitolo 102 dell'edizione italiana], 1988)
Odorico da Pordenone (Pordenone, 1286 circa – Udine, 14 gennaio 1331) è stato un presbitero italiano dell'Ordine dei frati minori. Fu beatificato nel 1755.

## Biografia

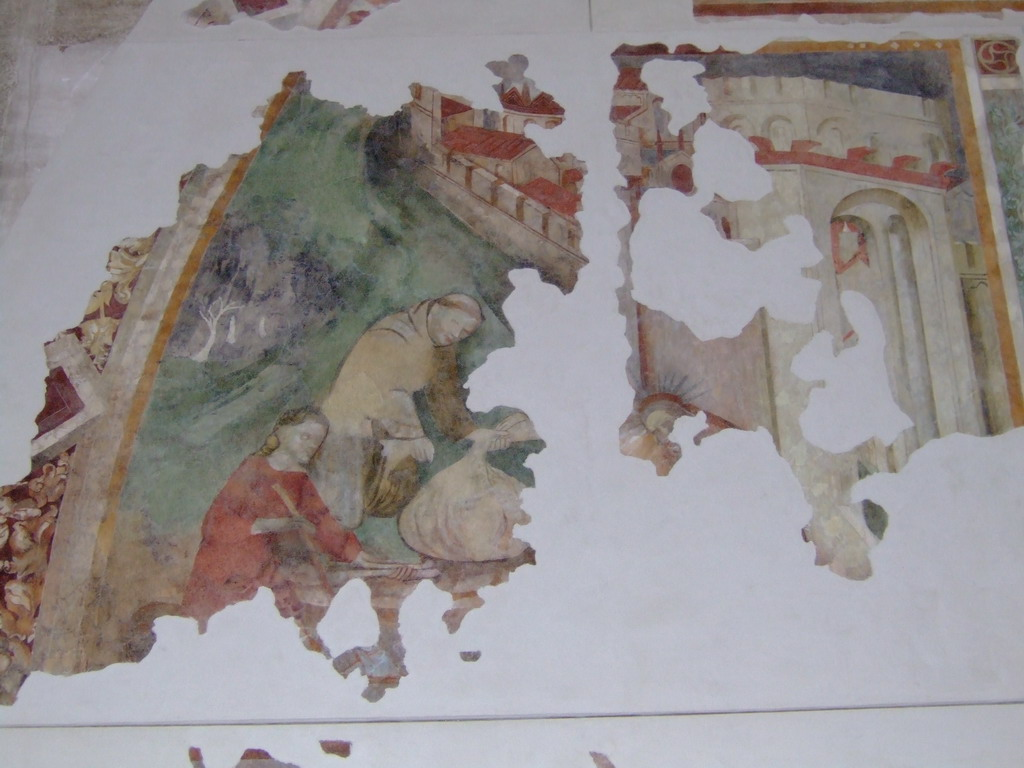
Odorico (di cui si intravede solo una parte della testa) con il compagno ed un famiglio dissotterra le ossa dei martiri a Thane - Affresco nella chiesa di San Francesco ad Udine

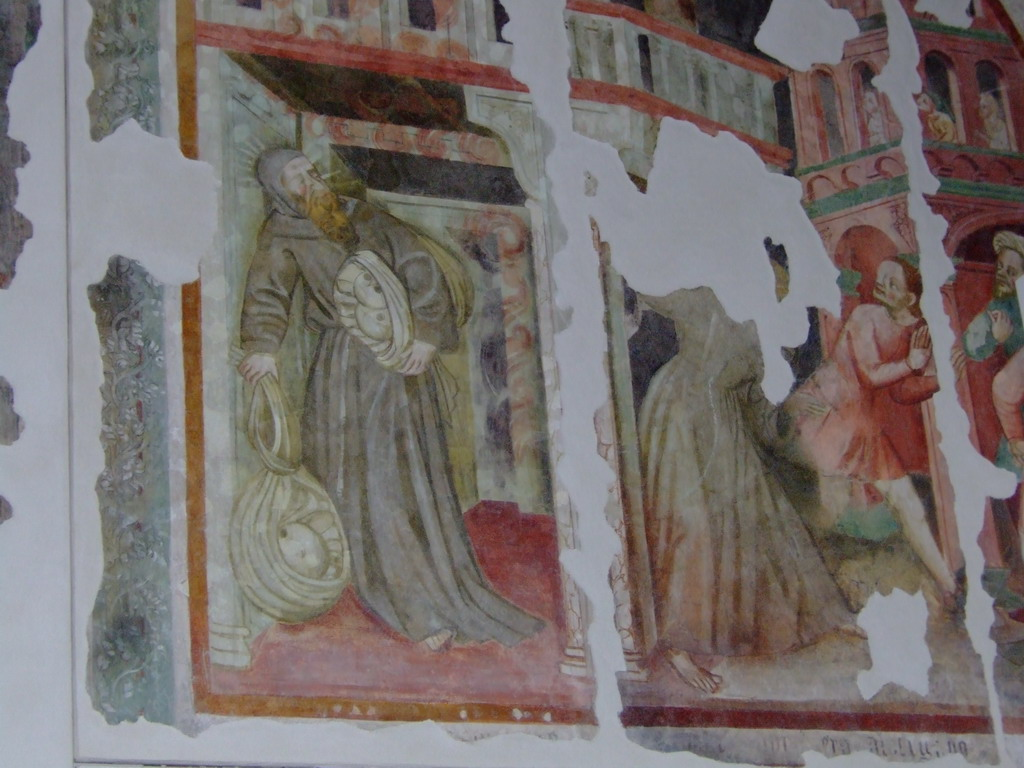
Odorico salva le ossa dei martiri durante un incendio - Affresco nella chiesa di San Francesco ad Udine

Entrato ancora adolescente nel convento di san Francesco, a Udine, dove fu ordinato sacerdote dell'ordine francescano (1290), si distinse per zelo, austerità e quel fervore missionario che lo porterà a lasciare il proprio paese per l'Asia Minore prima, ad incontrare poi i Mongoli, successivamente la Cina e l'India per tornare infine in patria e riferire al Papa sulla situazione delle missioni in Oriente. La sua opera di apostolato gli fece meritare il nome di "Apostolo dei Cinesi".

### Il viaggio in Oriente
Verso il 1318 Odorico partì missionario per l'Oriente: attraversò durante il suo viaggio le città di Trebisonda, Erzurum, Homs e Baghdad. Giunto a Thane (che ora è un sobborgo di Bombay), Odorico classificò la popolazione come idolatra, perché adoravano fuoco, serpenti ed alberi; la città era stata però conquistata di recente dai musulmani, i quali condizionavano la vita religiosa. Odorico proseguì toccando Ceylon, Canton e infine, dopo 4-5 anni di viaggio, raggiunse Pechino (allora nota come Khanbaliq), dove fu ricevuto dall'imperatore Yesün Temür Khan (T'ai-ting-ti), pronipote del Kublai Khan che aveva conosciuto Marco Polo (allora la Cina era ancora sotto il dominio dei mongoli). Dopo soli tre anni fu incaricato di rientrare in Italia. Durante il viaggio di ritorno visitò il Tibet e fu il primo europeo ad entrare nella sua capitale, Lhasa, da dove attraversò poi la Persia e l'Armenia.

### Il ritorno e la morte
Giunti a Trebisonda, Odorico e il suo compagno, frate Giacomo, si imbarcarono su una nave veneziana, giunsero prima a Venezia e successivamente a Padova. Qui, nel maggio del 1330, su richiesta del suo superiore Guidotto, Odorico, ospite del monastero presso la Basilica di Sant'Antonio, dettò il resoconto del suo viaggio al frate Guglielmo di Solagna.
Da lì Odorico, per adempiere il compito affidatogli dal vescovo Giovanni da Montecorvino riprese il cammino per raggiungere la curia papale ad Avignone. L'itinerario prescelto prevedeva un viaggio via terra fino a Pisa, poi via mare fino a Marsiglia e quindi ad Avignone. Proprio mentre era diretto ad Avignone si ammalò e fece ritorno ad Udine, dove morì in odore di santità.

### Sepoltura

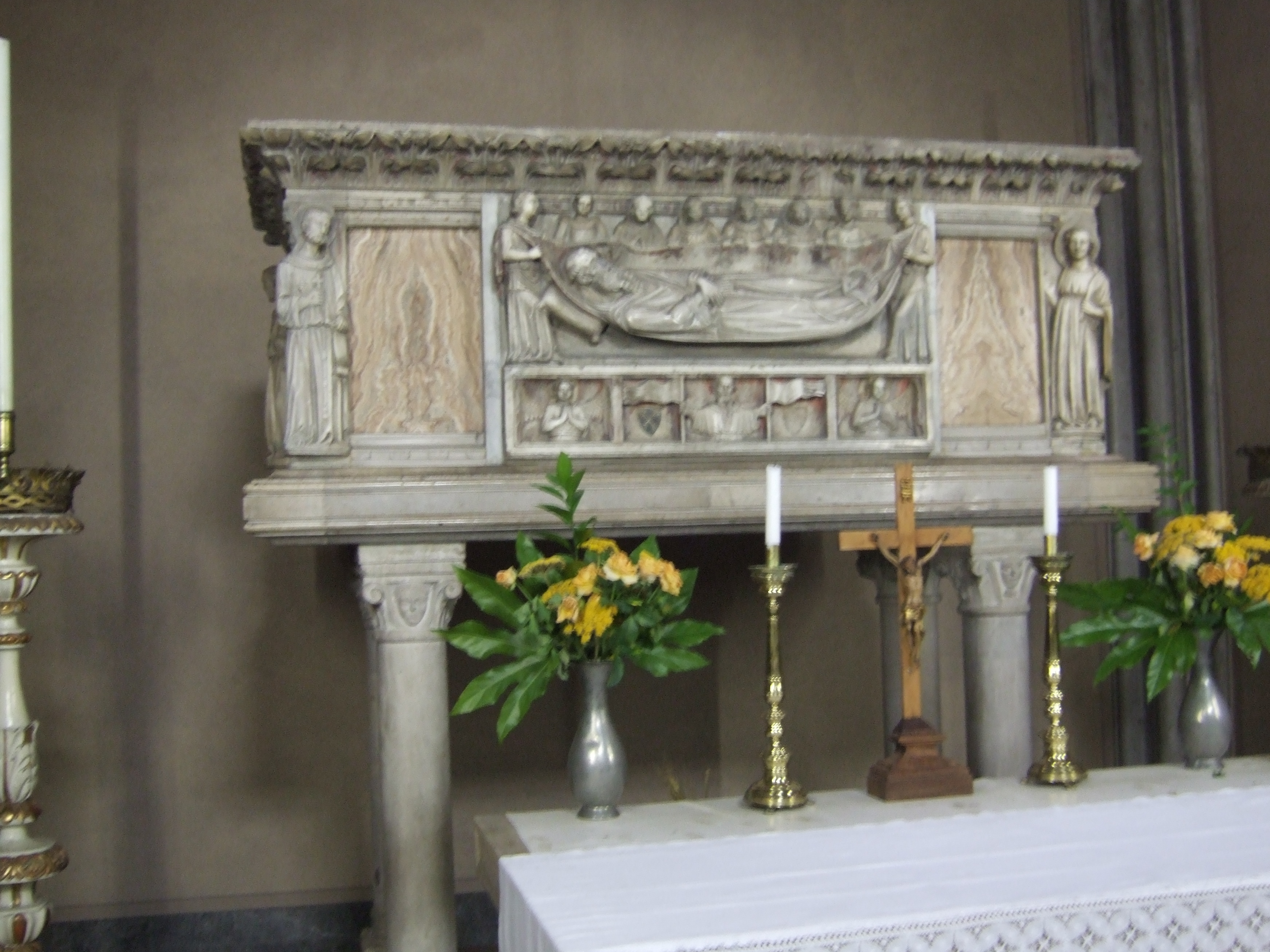
La tomba di Odorico nella chiesa della Beata Vergine del Carmine in Udine

Attualmente si trova sepolto nella chiesa della Beata Vergine del Carmine, dove fu portato nel 1771 dai Francescani allorquando questi si trasferirono nel Convento di cui la chiesa era parte. L'arca che conteneva il suo corpo, di notevole pregio artistico, fu smembrata e solo nel XX Secolo ricomposta, in occasione del Seicentenario della sua morte.
Gli affreschi riguardanti le Storie del Beato Odorico, che risalgono al 1440, si trovano ancora nel luogo originario della sua tomba, la chiesa di San Francesco.

### L'Itinerarium Terrarum
Odorico dettò ad un confratello le memorie del suo viaggio, raccolte nell’Itinerarium Terrarum, il cui testo è conservato nella Biblioteca Riccardiana a Firenze.

## Culto e riconoscimenti
Fu proclamato beato da papa Benedetto XIV il 2 luglio 1755 e attualmente è in corso il processo di canonizzazione.
Pordenone nel 1939 gli ha intitolato una via cittadina. La diocesi di Concordia-Pordenone gli ha dedicato una parrocchia, per la quale nel 1992 è stata completata l'edificazione della chiesa su disegno dell'architetto svizzero Mario Botta.